# Bulbophyllum rysyanum
Bulbophyllum rysyanum är en orkidéart som beskrevs av Jürgen Roeth. Bulbophyllum rysyanum ingår i släktet Bulbophyllum och familjen orkidéer.
Artens utbredningsområde är Filippinerna. Inga underarter finns listade i Catalogue of Life.